# Nguyễn Tấn Hoài
Pour les articles homonymes, voir Nguyễn.
Dans ce nom vietnamien, le nom de famille, Nguyễn, précède le nom personnel.
Nguyễn Tấn Hoài, né le 6 juin 1992 à Cao Lãnh, est un coureur cycliste vietnamien.

## Biographie
Nguyễn Tấn Hoài est originaire de Cao Lãnh. Il commence le cyclisme en 2006, alors qu'il est âgé de quatorze ans. Décrit comme un coureur plutôt complet, il s'illustre principalement dans des compétitions locales,. Il a remporté de nombreuses étapes sur la Ho Chi Minh City Television Cup, qui est la plus prestigieuse épreuve cycliste au Viet Nam. Son palmarès compte également deux titres de champion national. 
En 2019, il représente le Viêt Nam lors des Jeux d'Asie du Sud-Est, disputés aux Philippines. Avec ses compatriotes, il se classe quatrième du contre-la-montre par équipes. Il termine aussi vingt-troisième de la course en ligne, à près de dix minutes du vainqueur Sarawut Sirironnachai.

## Palmarès
- 2012
  - 7e étape de la HTV Cup
- 2014
  - Return of Dien Bien Phu :
    - Classement général
    - 2e et 3e étapes
- 2015
  - 2e du championnat du Viêt Nam sur route
- 2016
  -  Champion du Viêt Nam sur route
- 2017
  - 9e, 16e et 17e étapes de la HTV Cup
  - 2e et 4e étapes de la Return of Dien Bien Phu
- 2018
  -  Champion du Viêt Nam du contre-la-montre[3]
  - 21e et 22e étapes de la HTV Cup
  - 12e étape de la Nam Ky Khoi Nghia Race
- 2019
  - 5e étape de la HTV Cup
  - 8e étape de la Mekong Delta Cycling Cup
- 2020
  - 1re, 3e, 6e et 9e étapes de la HTV Cup
- 2021
  - 4e, 9e, 12e et 20e étapes de la HTV Cup
- 2022
  - 4e, 9e, 10e et 13e étapes de la HTV Cup